# Rezolucja Rady Bezpieczeństwa ONZ nr 198
Rezolucja Rady Bezpieczeństwa ONZ nr 198 została przyjęta jednomyślnie 18 grudnia 1964 r.
Rada potwierdziła swoje poprzednie rezolucje w kwestii cypryjskiej oraz przedłużyła mandat Sił Pokojowych ONZ na Cyprze na kolejne 3 miesiące do dnia 26 marca 1965 r.